# Wolfgang Welsch (Philosoph)

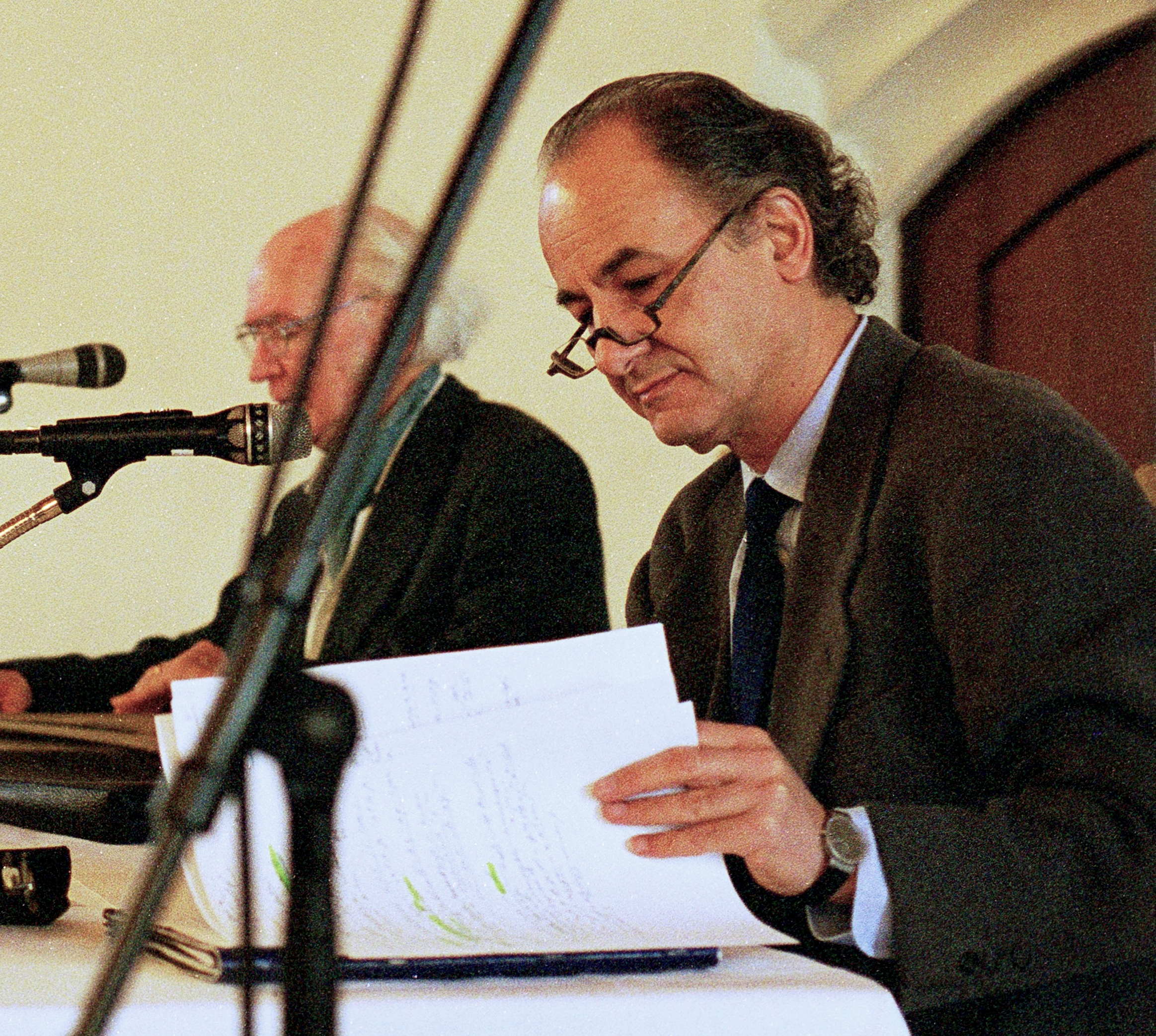
Wolfgang Welsch, Januar 1999 in München, Altes Rathaus

Wolfgang Welsch (* 17. Oktober 1946 in Steinenhausen) ist ein deutscher Philosoph, der neuartige Gedanken zur Ästhetik, zur Postmoderne, zur Vernunft, zur transkulturellen Gesellschaft und zum Verhältnis von Mensch und Welt entwickelt hat.

## Leben
Mit 19 Jahren begann Welsch an den Universitäten München und Würzburg Philosophie, Kunstgeschichte, Archäologie und Psychologie zu studieren. Mit einer Dissertation über Max Ernsts Prinzip der „Frottage“ beendete er 1974 in Würzburg sein Studium. Acht Jahre später legte er mit Aisthesis seine Habilitationsschrift vor.
In den Jahren 1988 bis 1993 lehrte er an der Universität Bamberg. Anschließend nahm er einen Ruf nach Magdeburg an und blieb dort bis 1997. Ab Wintersemester 1997/98 wirkte er als Professor für Theoretische Philosophie an der Universität Jena. Gastprofessuren hatte Welsch 1987 an der Universität Erlangen und 1987/88 an der Freien Universität Berlin inne. 1992–93 lehrte er an der Humboldt-Universität zu Berlin und 1994–95 an der Stanford University. 1998 war er an der Emory University in Atlanta, Georgia tätig. Im Akademischen Jahr 2000/01 war er Fellow am Stanford Humanities Center.
1992 erhielt Welsch gemeinsam mit Gianni Vattimo den Max-Planck-Forschungspreis. 2016 wurde ihm der Premio Internazionale d´Estetica zuerkannt.
Seine Forschungsschwerpunkte sind Anthropologie und Epistemologie, Philosophische Ästhetik und Kunsttheorie, Kulturphilosophie (Theorie der transkulturellen Gesellschaft) und die Philosophie der Gegenwart.
Seit dem Jahr 2000 hat er ein konsequent evolutionistisches Verständnis des Menschen und seines Verhältnisses zur Welt unter Berücksichtigung der natürlichen wie der kulturellen Evolution entwickelt. Daneben gilt sein Hauptinteresse der Transkulturalität.
Wolfgang Welsch ist seit dem 1. April 2012 emeritiert und lebt in Berlin.

## Forschung
Wolfgang Welsch hat sich zuerst im Lauf der 1980er Jahre in der Postmoderne-Diskussion einen Namen gemacht. Er plädierte dafür, die Postmoderne nicht als eine Nach- oder Anti-Moderne zu verstehen, sondern als die zeitgenössisch adäquate Form von Modernität zu begreifen. Zur Moderne habe seit jeher eine Innovationsdynamik gehört, gegenwärtig sei diese eben durch diejenigen Momente gekennzeichnet, die man „postmodern“ nennt (Unsere postmoderne Moderne, 1987).
Ein zweiter Arbeits- und Wirkungsschwerpunkt von Welsch ist die Ästhetik. Er plädierte von Anfang an für eine Öffnung der Ästhetik über deren klassische Beschränkung auf Fragen der Kunst hinaus zu ästhetischen Phänomenen der Lebenswelt im weitesten Sinne (Arbeit, Design, Politik, Ökonomie, Technologie, Wissenschaft etc.). Sein „Aesthetics Beyond Aesthetics“ betitelter Schlussvortrag beim XIII. Internationalen Kongress für Ästhetik in Lahti 1995, der diese Perspektive systematisch entwickelte, wurde für die weitere Arbeit der International Association for Aesthetics, des weltweiten Dachverbandes der Ästhetiker und Ästhetikgesellschaften, maßgebend, ebenso wie später der beim XV. Internationalen Kongress für Ästhetik in Tokyo 2001 gehaltene Vortrag „Art transcending the human pale“. In zahlreichen Publikationen hat Welsch der Ästhetik bis auf den heutigen Tag neue Impulse verliehen (Ästhetisches Denken 1990, Ästhetik im Widerstreit 1991, Die Aktualität des Ästhetischen 1993, Grenzgänge der Ästhetik 1996, Undoing Aesthetics 1997, Estetyka poza estetyką 2005, Actualidad de la estética – estética de la actualidad 2011, Blickwechsel – Neue Wege der Ästhetik 2012, Aesthetics and Beyond 2014).
Ein drittes Arbeitsfeld betrifft das von Welsch 1990 begründete Konzept der Transkulturalität. Demnach sind heutige Kulturen nicht mehr homogen und monolithisch (wie Kugeln) verfasst, sondern sie weisen vielfältige Durchdringungen und Verflechtungen auf (haben Netzwerkcharakter). Die Identität zeitgenössischer Individuen ist dadurch gekennzeichnet, dass sie Elemente unterschiedlicher kultureller Herkunft in sich verbinden. Von daher sind die heutigen Individuen in sich transkulturell. Das gilt nicht etwa nur für Migranten, sondern zunehmend für jedermann. Transkulturelle Identitäten haben den Vorteil, kommunikations- und anschlussfähiger als die älteren, monolithischen Identitäten zu sein, weil zwischen ihnen meist Schnittmengen bestehen, die ein erstes gegenseitiges Verstehen ermöglichen, das in daran anknüpfenden Kommunikationsschritten erweitert werden kann. 2024 hat Welsch sein Konzept im großen Stil mit Blick auf die gesamte Geschichte und alle Kontinente neu erläutert (Wir sind schon immer transkulturell gewesen: Das Beispiel der Künste).
Viertens hat Welsch das Konzept der transversalen Vernunft entwickelt Es dient einer zeitgenössischen Reformulierung der klassischen Unterscheidung zwischen Vernunft und Rationalität. Die diversen Rationalitäten sind jeweils bereichsspezifisch und eigengesetzlich. Die ökonomische Rationalität beispielsweise ist ganz anders verfasst und hat andere Geltungsbedingungen als die ästhetische Rationalität. Vernunft hingegen ist dasjenige Vermögen, das zwischen den diversen Rationalitätsformen überzugehen und zu vermitteln vermag. Sie tut dies aber nicht aufgrund eines übergeordneten inhaltlichen Prinzipiensatzes, der ihr dekretorische Entscheidungen erlauben würde (sie ist eben nicht eine übergeordnete Rationalität), sondern sie verfügt nur über formale Kriterien (im weitesten Sinne logischer Art) und muss sich in Übergang, Vergleich und Abwägung bewähren – ihr Prozessmodus ist wesentlich transversal.
Seit einem Forschungsaufenthalt am Stanford Humanities Center in den Jahren 2000 und 2001 hat Welsch eine neue Gesamtsicht entwickelt, die sich auf ein konsequentes Durchdenken der kosmischen, biologischen und kulturellen Evolution gründet. Ausgangspunkt ist eine Kritik am die Moderne beherrschenden „anthropischen Prinzip“, dem zufolge in allem vom Menschen auszugehen und alles auf den Menschen zurückzuführen ist. Dieser Denkform hält Welsch entgegen, dass der Mensch nicht allein aus sich verstanden werden kann, sondern von seiner Herkunft und Stellung in der Evolution her zu begreifen ist. Diese Konzeption hat weitreichende Konsequenzen für die Anthropologie, Ontologie und Epistemologie. Sie führt über die Neuzeit und Moderne durchziehende Annahme einer Kluft zwischen Mensch und Welt hinaus zur Einsicht in die Welthaftigkeit und Weltverbundenheit des Menschen („Homo mundanus“). Diese Sichtweise wurde von Welsch zum Abschluss seiner akademischen Tätigkeit (2011/12) in einer Reihe von Büchern vorgestellt: Immer nur der Mensch? Entwürfe zu einer anderen Anthropologie (2011), Interdisciplinary Anthropology: Continuing Evolution of Man (2011), Blickwechsel – Neue Wege der Ästhetik (2012), am ausführlichsten schließlich in seinem opus magnum Homo mundanus – Jenseits der anthropischen Denkform der Moderne (2012) und in Kurzform in Mensch und Welt. Eine evolutionäre Perspektive der Philosophie (2012).
Historisch hat sich Welsch vor allem mit Aristoteles (zuletzt: Der Philosoph – Die Gedankenwelt des Aristoteles, 2012) und Hegel befasst (zuletzt: Umdenken – Miniaturen zu Hegel, 2022). Beide gelten ihm als beispielgebend für die Gewinnung einer nicht, wie in den diversen Varianten der Moderne üblich, einseitig subjektivistischen, sondern einer die Welthaftigkeit des Menschen in den Blick nehmenden Position der Philosophie.

## Werke
als Autor (Auswahl)
- Frottage: philosophische Untersuchungen zu Geschichte, phänomenaler Verfassung und Sinn eines anschaulichen Typus. Univ. Würzburg, Diss., 1974
- Aisthesis: Grundzüge und Perspektiven der Aristotelischen Sinneslehre. Klett-Cotta, Stuttgart 1987, ISBN 3-608-91447-1.
- Unsere postmoderne Moderne. Weinheim: Acta humaniora 1987, 7. Auflage Akademie Verlag, Berlin 2009, ISBN 3-05-003727-X.
- Ästhetisches Denken. Reclam, Stuttgart 1990, 8.,erweiterte Auflage 2017, ISBN 3-15-008681-7.
- Vernunft. Die zeitgenössische Vernunftkritik und das Konzept der transversalen Vernunft. Suhrkamp, Frankfurt am Main 1995, 4. Aufl. 2007, ISBN 3-518-28838-5 (stw. 1238).
- Grenzgänge der Ästhetik. Reclam, Stuttgart 1996, ISBN 3-15-009612-X.
- Undoing Aesthetics. Sage, London 1997, ISBN 0-7619-5594-1.
- Immer nur der Mensch? Entwürfe zu einer anderen Anthropologie. Akademie Verlag, Berlin 2011, ISBN 978-3-05-005269-4
- Blickwechsel – Neue Wege der Ästhetik. Reclam, Stuttgart 2012, ISBN 978-3-15-018943-6
- Mensch und Welt – Philosophie in evolutionärer Perspektive. Beck, München 2012, ISBN 978-3-406-63082-8
- Homo mundanus – Jenseits der anthropischen Denkform der Moderne. Velbrück Wissenschaft, Weilerswist 2012, 2. Auflage 2015, ISBN 978-3-942393-41-6
- Der Philosoph: Die Gedankenwelt des Aristoteles. Fink, München 2012, 2. Auflage 2018, ISBN 978-3-7705-5382-2
- Ästhetische Welterfahrung – Zeitgenössische Kunst zwischen Natur und Kultur. Fink, München 2016, ISBN 978-3-7705-6134-6.
- Transkulturalität: Realität – Geschichte – Aufgabe. new academic press, Wien 2017, ISBN 978-3-7003-2075-3.
- Wahrnehmung und Welt – Warum unsere Wahrnehmungen weltrichtig sein können. Matthes & Seitz, Berlin 2018, ISBN 978-3-95757-605-7.
- Aesthetics and the Contemporary Comprehension of the World. Shangwu, Shanghai 2018.
- Wer sind wir? new academic press, Wien 2018, ISBN 978-3-7003-2077-7.
- Aesthetics beyond Aesthetics. Henan University Press, Zhengzhou 2021.
- Im Fluss: Leben in Bewegung. Matthes & Seitz 2022, ISBN 978-3-7518-0502-5.
- Glanzmomente der Philosophie: Von Heraklit bis Julia Kristeva. Beck, München 2022, ISBN 978-3-406-76551-3.
- Umdenken: Miniaturen zu Hegel. Matthes & Seitz 2022, ISBN 978-3-7518-0521-6.
- Wir sind schon immer transkulturell gewesen. Das Beispiel der Künste. Schwabe, Basel 2024, ISBN 978-3-7965-5054-6
- We have always been transcultural: The Arts as an Example. Brill, Leiden 2024, ISBN 978-90-04-69781-2.
- Im Spannungsfeld zwischen Natur und Kultur. Schwabe, Basel 2024, ISBN 978-3-7965-5211-3.

als Herausgeber (Auswahl)
- (Hrsg.) Wege aus der Moderne: Schlüsseltexte der Postmoderne-Diskussion. Weinheim, Acta Humaniora 1988, 2., durchgesehene Auflage. Akademie Verlag, Berlin 2002, ISBN 3-05-002789-4.
- (Hrsg.) Ästhetik im Widerstreit: Interventionen zum Werk von Jean-Franςois Lyotard. Weinheim, Acta Humaniora 1991, ISBN 3-527-17719-1
- (Hrsg.) Die Aktualität des Ästhetischen. Fink, München 1993, ISBN 3-7705-2896-4.
- (Hrsg.) Medien – Welten – Wirklichkeiten. Fink, München 1998, ISBN 3-7705-3255-4.
- (Hrsg.) Das Interesse des Denkens – Hegel in heutiger Sicht. Fink, München 2003; 2. Aufl. 2007, ISBN 3-7705-3927-3.
- (Hrsg.) Hegels Phänomenologie des Geistes. Ein kooperativer Kommentar zu einem Schlüsselwerk der Moderne. Suhrkamp, Frankfurt am Main 2008, 2. Aufl. 2010, ISBN 978-3-518-29476-5.
- (Hrsg.) Interdisciplinary Anthropology: Continuing Evolution of Man. Springer, Heidelberg 2011, ISBN 978-3-642-11667-4.

Vorträge und Vorlesungen auf Tonträgern
- Topoi der Postmoderne. – Auditorium Netzwerk 1991
- Wirklichkeit im Wandel der Zeit. – Auditorium Netzwerk 1997
- Einführung in die Philosophie des Aristoteles. – Vorlesung an der Otto-von-Guericke Universität Magdeburg, Wintersemester 1996/97, Auditorium Netzwerk 1997
- Philosophie nach 1945. Teil I. – Vorlesung an der Otto-von-Guericke Universität Magdeburg, Sommersemester 1998, Auditorium Netzwerk 1999, CD-Edition 2006
- Hegel und die analytische Philosophie. – Antrittsvorlesung an der Friedrich-Schiller-Universität Jena, 8. Juni 1999, Auditorium Netzwerk 1999
- Philosophie nach 1945. Teil II. – Vorlesung an der Friedrich-Schiller-Universität Jena, Wintersemester 1999/2000, Auditorium Netzwerk 2000, CD-Edition 2006
- Anthropologie. – Vorlesung an der Friedrich-Schiller-Universität Jena, Wintersemester 2006/07, Auditorium Netzwerk, CD-Edition 2007
- Das neue Bild vom Menschen – Perspektiven aus verschiedenen Disziplinen. Ringvorlesung an der Friedrich-Schiller-Universität Jena, Wintersemester 2006/07, veranstaltet von Wolfgang Welsch, Auditorium Netzwerk, DVD-Edition 2007; darin: Anthropologie im Umbruch – Das neue Paradigma der Emergenz (Vortrag am 8. November 2006)
- Anthropologie. – Vorlesung an der Friedrich-Schiller-Universität Jena, Wintersemester 2006/07, Auditorium Netzwerk, CD-Edition 2007
- Kulturphilosophie. – Vorlesung an der Friedrich-Schiller-Universität Jena, Sommersemester 2007, Auditorium Netzwerk, CD-Edition 2010
- Vernunft und Vernunftkritik. – Vorlesung an der Friedrich-Schiller-Universität Jena, Sommersemester 2008, Auditorium Netzwerk, CD-Edition 2010
- Mensch und Welt (I) – Vorlesung an der Friedrich-Schiller-Universität Jena, Wintersemester 2008/09, Auditorium Netzwerk, CD-Edition 2010
- Mensch und Welt (II) – Vorlesung an der Friedrich-Schiller-Universität Jena, Sommersemester 2009, Auditorium Netzwerk, CD-Edition 2010
- Was ist Transkulturalität? – Vortrag am 4. Juni 2009 an der Universität Bielefeld, Auditorium Netzwerk, CD-Edition 2010
- Mensch und Welt (III): Der Mensch im Licht der Evolution – Vorlesung an der Friedrich-Schiller-Universität Jena, Sommersemester 2010, Auditorium Netzwerk, CD-Edition 2011
- Ontologie – Vorlesung an der Friedrich-Schiller-Universität Jena, Wintersemester 2010/11, Auditorium Netzwerk, CD-Edition 2012
- Epistemologie – Vorlesung an der Friedrich-Schiller-Universität Jena, Sommersemester 2011, Auditorium Netzwerk, CD-Edition 2014
- Das Erkennen der Wirklichkeit. – Vorlesung an der Friedrich-Schiller-Universität Jena, Sommersemester 2011, Auditorium Netzwerk, CD-Edition 2017
- Kreativität und Kreativitätsforschung. – Vortrag an der Kunstakademie Bad Reichenhall, November 2014, Auditorium Netzwerk, CD-Edition 2017
- Hegel, Rossini und Beethoven. – Vortrag an der Friedrich-Schiller-Universität Jena, 5. Dezember 2018, Auditorium Netzwerk, CD-Edition 2019
- Transkulturelle Identitäten. – Vortrag am 8. Februar 2019 in Nürnberg, Auditorium Netzwerk, CD-Edition 2020
- Die neue Weltunordnung. – 3 Vorträge an der Urania in Berlin, 2021/22. Auditorium Netzwerk, DVD-Edition 2023
- Homo Mundanus: Vom modernen zum evolutionären Paradigma. – Vortrag in Hannover am 7. Februar 2023, Auditorium Netzwerk, CD-Edition 2023
- Welche Natur liegt uns am Herzen? – Vortrag im Lehmbruck-Museum Duisburg am 10. Mai 2023, Auditorium Netzwerk, CD-Edition 2023

## Belege
1. ↑  Curriculum Vitae Wolfgang Welsch beim Goethe-Institut
2. ↑  Vernunft. Die zeitgenössische Vernunftkritik und das Konzept der transversalen Vernunft - Inhaltsverzeichnis, 1995 (PDF; 0,8 MB)

| Personendaten    | Personendaten       |
| ---------------- | ------------------- |
| NAME             | Welsch, Wolfgang    |
| KURZBESCHREIBUNG | deutscher Philosoph |
| GEBURTSDATUM     | 17. Oktober 1946    |
| GEBURTSORT       | Steinenhausen       |